# Sainte-Croix (Drôme)
Sainte-Croix è un comune francese di 89 abitanti situato nel dipartimento della Drôme della regione dell'Alvernia-Rodano-Alpi.

## Società

### Evoluzione demografica
Abitanti censiti
- Site de Sainte-Croix en Diois, su sainte-croix-en-diois.fr. URL consultato il 19 giugno 2019 (archiviato dall'url originale il 18 marzo 2018).